# البجادية
مدينة البجادية هي ثالث أكبر مدينة في محافظة الدوادمي بعد مدينة ساجر والدوادمي من حيث عدد السكان. وتبعد عن محافظة الدوادمي حوالي 63 كم غرباً على طريق الحجاز القديم الرابط بين الرياض ومكة المكرمة والذي يلتقي في قلب مدينة البجادية مع الطريق المؤدي من وإلى منطقة القصيم وهما الطريقان الرئيسان لقاصدي العمرة والحج والمصائف الغربية من دولة الكويت ومحافظات القصيم وحائل وشمال المملكة.

## الموقع
تقع في عالية نجد بغرب منطقة الرياض على خط طول Long (DMS) 47° 12' 0E وعلى خط عرض Lat (DMS) 24° 11' 60N وترتفع عن سطح البحر 450 مترا =1479 قدم وتبعد عن مدينة الرياض
بحوالي 380 كم.

## السكان
يبلغ عدد سكان البجادية وماجاورها من قرى 8,560 نسمة ومعظم سكانها من قبيلة عتيبة.

## التاريخ
لقد كانت هناك بئر جاهلية قديمة عثر عليها فيما بعد شخص من فخذ الفلتة من قبيلة النفعة يدعى بجاد بن قنيفذ الفليت فأعاد حفرها ولما شارف على وصول الماء انهارت البئر عليه فتوفي بداخلها وتم إخراجه من البئر ودفنه بجانبها، وقام رئيس مركز البجادية الحالي الشيخ محمد بن زايد النخيش بشراء البئر من ورثة بجاد الفليت وانتقل هو وجماعته من مقرهم السابق الهمجة جنوب البجادية إلى مكان البئر بعد إحيائها وأقاموا منازلهم بالقرب منها حيث أطلق عليها اسم البجادية نسبة إلى بجاد صاحب البئر الذي توفي بداخلها ودفن بجوارها، ويرجع عمران مدينة البجادية الحالي إلى النصف الثاني من العقد السابع من القرن الرابع عشر الهجري.[بحاجة لمصدر]

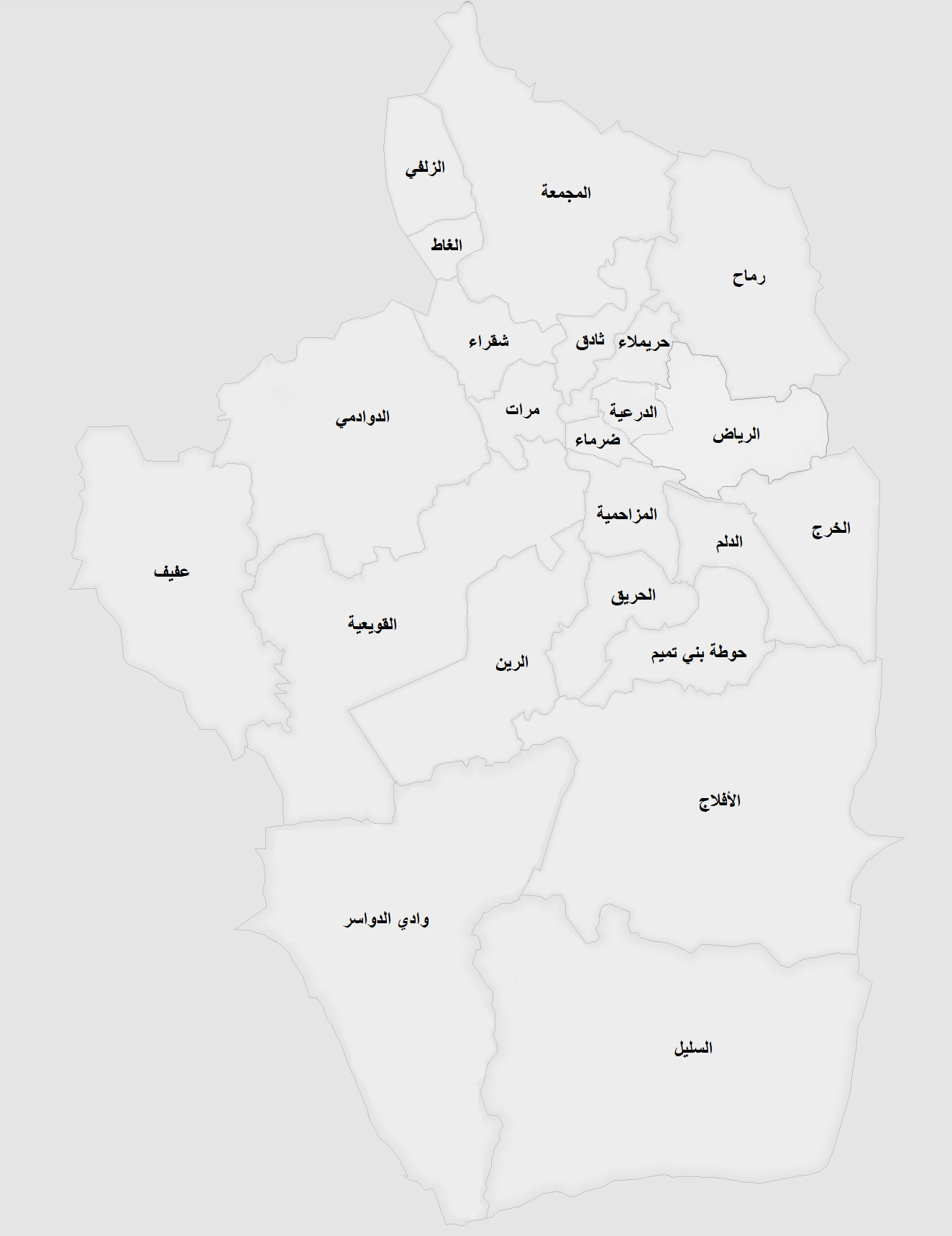
موقع محافظة الدوادمي بالنسبة لمنطقة الرياض